# 埃奇蒙特 (紐約州)
埃奇蒙特（英語：Edgemont）是位於美國紐約州西徹斯特縣的普查規定居民點。

## 人口
根據2020年美國人口普查的數據，埃奇蒙特的面積為6.73平方千米，當中陸地面積為6.64平方千米，而水域面積為0.09平方千米。當地共有人口9394人，而人口密度為每平方千米1,395.84人。